# Oddruk naturalny

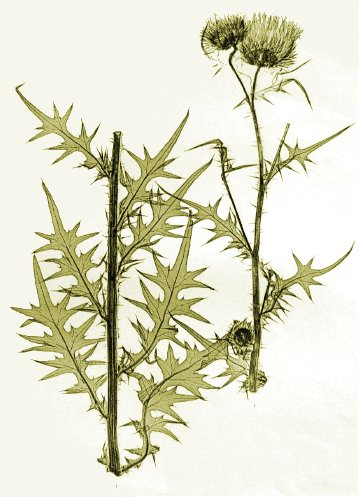
Oddruk naturalny ostu.

Oddruk naturalny – technika graficzna polegająca na wykorzystaniu roślin, kamieni i innych elementów przyrody do wykonania odbitki.